# Girl Trouble
Pour plus de détails, voir Fiche technique et Distribution.
Girl Trouble est un film américain réalisé par Harold D. Schuster, sorti en 1942.

## Fiche technique
- Titre français : Girl Trouble
- Réalisation : Harold D. Schuster
- Scénario : Guy Trosper, Ladislas Fodor, Robert Riley Crutcher et Vicki Baum
- Direction artistique : Richard Day et Boris Leven
- Décors : Thomas Little
- Costumes : Earl Luick
- Photographie : Edward Cronjager
- Montage : Robert Fritch
- Musique : Alfred Newman
- Société de production : 20th Century Fox
- Pays d'origine : États-Unis
- Format : Noir et blanc - 1,37:1
- Genre : comédie romantique
- Durée : 81 minutes
- Date de sortie : 1942

## Distribution
- Don Ameche : Pedro Sullivan
- Joan Bennett : June Delaney
- Billie Burke : Mme Rowland
- Frank Craven : Ambrose Murdock Flint
- Alan Dinehart : Charles Barrett
- Helene Reynolds : Helen Martin
- Fortunio Bonanova : Simon Cordoba
- Ted North (en) : George
- Doris Merrick : Susan
- Dale Evans : Ruth
- Roseanne Murray : Pauline
- Janis Carter : Virginia
- Vivian Blaine : Barbara
- Trudy Marshall : Miss Kennedy
- Robert Greig : Fields
- Joseph Crehan : Kohn
- Mantan Moreland : Edward
- Arthur Loft : Burgess
- John Kelly (en) : Mug
- Matt McHugh (en) : Driver
- George Lessey : Morgan
- Edwin Stanley : Lehman
- Edith Evanson : Huida